# Мейдан ФМ
Радио Мейдан (Meydan или Мейдан ФМ) — первое крымскотатарское ФМ-радио, вещающее на крымскотатарском, украинском и русском языках в Автономной Республике Крым с 2005 по 2014 год, с марта 2014 по март 2015 в Республике Крым, где вещание было прекращено в связи с многократными отказами российских властей в выдаче лицензии, и с 2015 по 2021 год с территории Херсонской области Украины на территорию северного Крыма.
Первая студия находилась в Симферополе, Студенческая улица, дом 14, на территории ГТРК «Крым» (прямо под телевышкой).
В феврале 2017 года начала работу общественная крымскотатарская радиостанция «Ватан седасы» («Голос родины»), ставшая структурным подразделением общественной телерадиокомпании «Миллет», созданной 9 июня 2015 года.

## История
У истоков основания радиостанции стояли журналист Шевкет Меметов, бизнесмен Иса Хайбуллаев и политик Рефат Чубаров.
Лицензия была получена в 2004 году на ООО «ТК „Атлант-СВ“», владельцем которого был бизнесмен Иса Хайбуллаев. Данное предприятие осуществляло телевещание в Красногвардейском районе Крыма. До 2011 года Иса Хайбуллаев финансировал деятельность радиостанции. С весны 2011 года владельцем стал известный бизнесмен — меценат Ленур Ислямов.
Радиостанция начала свою работу 5 февраля 2005 года в 12.00. Эфир радиостанции 102,7 ФМ радио «Мейдан» начался с Гимна крымскотатарского народа и приветственной речи главы Меджлиса Мустафы Джемилева. Торжественное мероприятие, посвященное открытию первой крымскотатарской ФМ радиостанции проходило в вестибюле здания ГТРК «Крым» на Студенческой улице, 14. Участвовало около 50 человек — представители крымскотатарской интеллигенции, журналисты Крымских и украинских СМИ, политики. Специально приглашенным гостем был голова Нацрады Украины по вопросам телевидения и радиовещания В. Ф. Шевченко. Ведущими мероприятия были первый главный редактор радиостанции Наджие Феми и первый ведущий Ридван Халилов.
Музыкальным редактором был Ролан Салимов (DJ Bebek), редакторами — Мустафа Аметов и Момине Меджитова, главным инженером — Ремзи Зекерьяев, инженерами — Владлен Мельников, Юнус Юнусов и Алим Бекиров, а рекламным менеджером — Эльвина Куртеева (Асанова). Неоценимую помощь в открытии радиостанции «Мейдан» оказал известный телережиссер Рефат Маликов. Руководили деятельностью радио «Мейдан» Шевкет Меметов и Наджие Феми.
Первое время вещание было с 6:00 до 0:00. Через несколько месяцев стало круглосуточным. Первым нажавшим кнопку запуска эфира был Ролан Салимов. Он же был автором первого джингла и всего музыкального оформления эфира.
Первая программа, прозвучавшая в эфире, — «Хаберлер» (Новости на крымскотатарском языке), ведущий — Ридван Халилов. Наджие Феми выходила в эфир с новостями на украинском языке. С марта 2005 года с новостями на крымскотатарском языке в эфир стал выходить Мустафа Аметов, а Ридван Халилов начал выходить в прямой эфир с утренней музыкально-развлекательной программой «Мераба». А Момине Меджитова стала выходить в эфир с программой «Хайырлавлар» (Поздравления).
С 5 февраля 2007 года радиостанция появилась в Интернете.
31 марта 2015 года радиостанция прекратила свое вещание, поскольку совместно с другими крымскотатарскими СМИ не смогла перерегистрироваться в российском Крыму.
Однако позже, после переезда части коллектива радиостанции на материковую часть Украины, станция восстановила свое вещание сначала онлайн, а уже с середины лета 2016 года и в радиоэфире на частоте 90.8 МГц (Геническ, Херсонская область). С начала февраля 2017 года тестовое вещание радиостанции начато на частоте 101, 4 МГц с новой 150-метровой вышки, построенной в селе Чонгар Херсонской области в декабре 2016 — январе 2017 годов. С лета 2018 года радиостанция начала цифровое вещание.
Радиостанция "Мейдан FM", принадлежащая переехавшему на Украину крымскому бизнесмену, владельцу телеканала ATR и организатору энергетической блокады Крыма Ленуру Ислямову 1 марта 2021 года прекратила вещание из-за отказа в феврале 2021 года в государственных субсидиях. "Сегодня 1 марта 2021 года перестала вещать на Крым самая первая крымско-татарская радиостанция "Мейдан ФМ"! Мы не смогли оплатить вещание на Крым провайдеру услуг", - написал Ислямов в социальных сетях. 

## Города вещания
- Геническ — 90.8 FM (до 2021)
- Чонгар — 101.4 FM (до 2021)

- Симферополь — 102.7 FM (до 2014)[1]